# Melodic Death Metal
Melodic Death Metal ist ein Subgenre des Death Metal. Die Bezeichnung New Wave of Swedish Death Metal (in Anspielung auf die New Wave of British Heavy Metal) taucht auch des Öfteren auf und ist ein Synonym für dieses Genre. Ebenso ist die Bezeichnung Göteborger Metal oder Göteborger Schule nicht unüblich, da die Stilrichtung ursprünglich aus dem Göteborger Underground entstanden ist.

## Geschichte
Die erste erfolgreiche Band dieser Stilrichtung war At the Gates mit ihrem 1995 erschienenen Album Slaughter of the Soul, die ebenso wie die heutzutage bekanntesten Bands der Stilrichtung Dark Tranquillity und In Flames aus Göteborg kam. Die Band löste sich allerdings 1996 auf und im Zuge der erst später stattfindenden Popularisierung des Melodic Death Metal wurde der Begründerstatus des Genres häufig den beiden anderen Bands, insbesondere In Flames, da diese die größten kommerziellen Erfolge des Trios erzielen konnten, zugesprochen. Soilwork und The Haunted sind weitere in der Szene bekannte Bands, die aus Göteborg stammen und über ihre Musik den Begriff Göteborger Schule geprägt haben. Letztere haben in ihrer Musik zusätzlich Thrash-Metal-Elemente verarbeitet.

## Stilistische Merkmale
Für dieses Subgenre sind neben den üblichen stilistischen Eigenschaften des Death Metal, wie dem tiefen, röchelnden und aggressiven Gesang, den tiefer gestimmten, stark verzerrten Gitarren oder dem Fehlen optimistischer Refrains, vor allem zweistimmige Gitarrenduelle, Violinen, Harfen und vereinzelt auch Einflüsse schwedischer Folklore mit ihren unüblichen offbeat-orientierten Rhythmen charakteristisch. Nicht unüblich sind jedoch auch längere Passagen mit cleanen, unverzerrten Gitarren.
Der Gesang beim Melodic Death Metal variiert zwischen tiefem Grunzen (Growls), Brüllen, Schreien (Screams) und Klargesang. So haben At the Gates z. B. viele Black-Metal-Einflüsse, daher beinhaltet der Gesang ab 1993 nicht mehr bloß die Stilistik des Growling, sondern auch die sogenannten „high-pitched screams“ in hoher Tonlage. Das Adjektiv melodic allerdings formierte sich dadurch, dass sich die Protagonisten dieses Stils in ihren zweistimmigen Riffs, Soli und auch in den Gesangslinien vorwiegend Melodien aus Moll-Tonleitern bedienen. 
Im Gegensatz beispielsweise zum Florida Death Metal, dessen Melodien oft komplexe Skalen zugrunde liegen, sind Melodic-Death-Metal-Songs klassisch-harmonisch und tonal. Auch der in der Metal-Szene umstrittene dominante Einsatz von Keyboards findet bei vielen Bands dieses Genres wie Children of Bodom oder Dark Tranquillity großen Anklang und hat neben den größeren kommerziellen Erfolgen, die viele Vertreter dieses Genres erzielen konnten, teilweise Ablehnung innerhalb der Szene hervorgerufen. Frauen sind in dem Genre sehr selten, eine Ausnahme bilden die „female fronted“ Bands Arch Enemy und Amaranthe.

### Bekannte Vertreter
| - Amon Amarth aus Schweden - Arch Enemy aus Schweden - At the Gates aus Schweden - Children of Bodom aus Finnland - Kalmah aus Finnland | - Dark Tranquillity aus Schweden - Edge of Sanity aus Schweden - In Flames aus Schweden - The Halo Effect aus Schweden - Insomnium aus Finnland - Night in Gales aus Deutschland | - Norther aus Finnland - Omnium Gatherum aus Finnland - Soilwork aus Schweden - Wolfheart aus Finnland - Wintersun aus Finnland |